# Geraniumöl

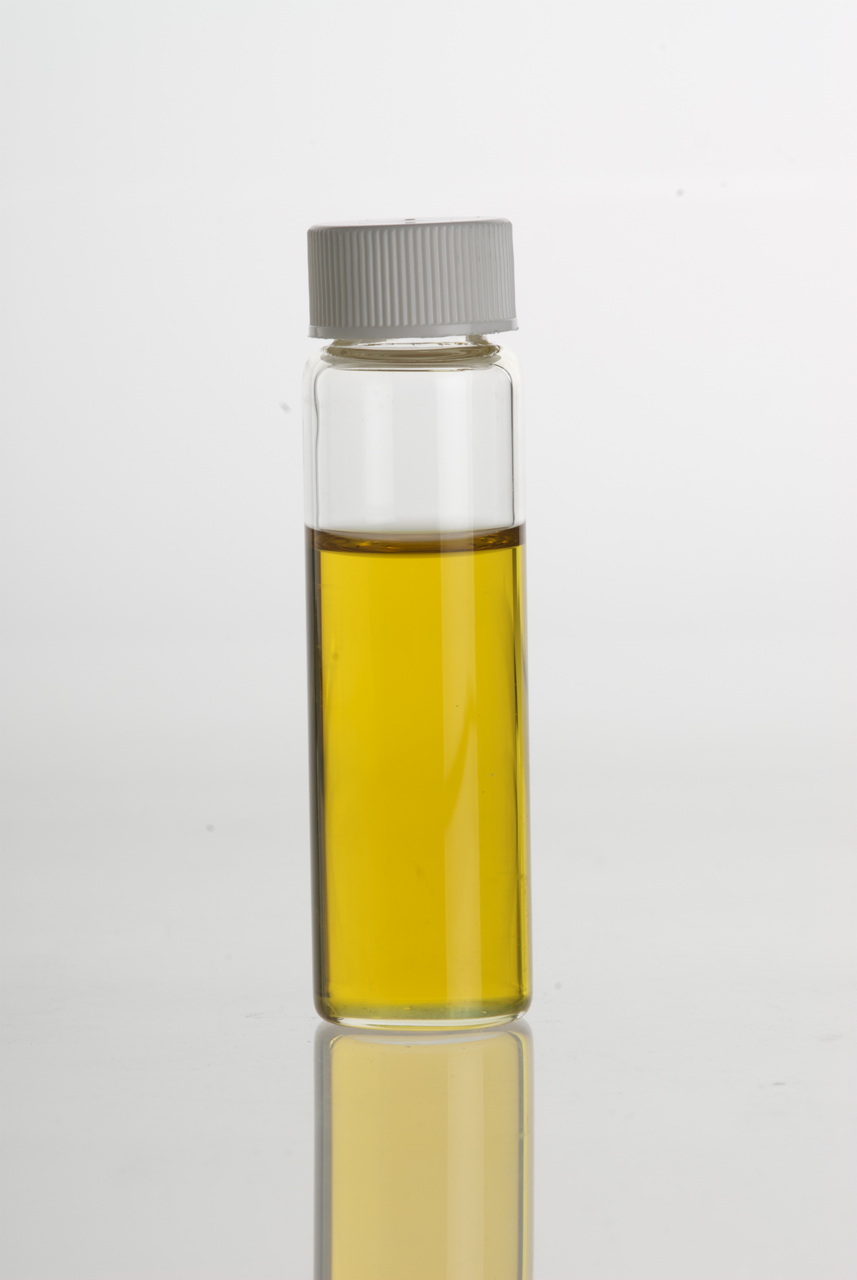
Geraniumöl

Geraniumöl ist ein ätherisches Öl, das durch Wasserdampfdestillation von verschiedenen interspezifischen Hybriden von Pelargonium graveolens, Pelargonium capitatum und Pelargoninum radens, Pflanzen aus der Familie der Storchschnabelgewächse (Geraniaceae), gewonnen wird. Diese Arten stammen alle aus dem südlichen Afrika.
Bedeutende Herkunftsländer sind China, Ägypten, die Insel Réunion neben kleineren Anbaugebieten in Indien und Israel.

## Inhaltsstoffe
Die Inhaltsstoffe von Geranienöl unterscheiden sich abhängig vom Anbaugebiet und den verwendeten Hybriden. Die wesentlichen geruchsbestimmenden Komponenten sind die Monoterpenverbindungen Rosenoxid, Linalool, Menthon/Isomenthon, Citronellol, Geraniol, Citronellylformiat und Geranylformiat. In der Galerie sind die Strukturformeln einiger Inhaltsstoffe vereinfacht (ohne Angabe der Stereochemie) abgebildet:

Rosenoxid
Linalool
Menthon
Citronellol
Geraniol
Rhodinol

Als Leitsubstanz zur Unterscheidung von Geraniumöl aus China von Öl aus Réunion und den Ölen afrikanischer Provenienz sind die Komponenten (−)-6,9-Guajadien und 10-epi-γ-Eudesmol. Das Guajadien-Isomer kennzeichnet den sogenannten Bourbon-Typ der Insel Réunion, die Eudesmol-Komponente ist ausschließlich im Öl aus afrikanischen Anbaugebieten enthalten.

## Physikalische Eigenschaften
Es handelt sich um eine gelb-grünliche bis bernsteinfarbene Flüssigkeit mit blättrig-grünem, süß-rosigem Geruch und deutlichem, fruchtig-minzigem Unterton. Die Dichte liegt bei 0,860–0,905 g/ml.

## Verwendung
Geraniumöl wird hauptsächlich zur Herstellung von Parfüms verwendet. Die Weltjahresproduktion liegt bei einigen Hundert Tonnen.